# Julio García Agapito
Julio Gualberto García Agapito (1 de febrero de 1964 – 26 de febrero de 2008) fue un activista peruano que fue asesinado, tras reportarse un cargamento de caoba extraída ilegalmente en Perú. Don Julio fue Teniente Gobernador del pueblo de Alerta en la Provincia de Tahuamanu de la Madre de Dios, Perú.

## Biografía
García era un productor de castaña y líder local en Alerta, Perú. Nació en Iberia, una pequeña ciudad al norte de la Carretera Interoceánica en el Departamento de Madre de Dios, Perú. En 1984, se trasladó al sur, a Alerta. Vivía allí con su esposa y sus tres hijos pequeños. Era conocido como un ambientalista enérgico en la comunidad.

## Asesinato de Don Julio
El 26 de febrero de 2008, Don Julio denunció al Instituto Nacional de Recursos Naturales (INRENA) del Perú el tráfico de 34 troncos de caoba ilegal. La caoba había sido talada a lo largo de la frontera entre Perú y Bolivia y conducida a Alerta por Amancio Jacinto Maque, de aproximadamente 27 años de edad y residente de una comunidad vecina, y el conductor Ángel Vivanco Gonzales en un vehículo propiedad de Victoria Jacinto Maque y Raúl Vargas. El camión fue confiscado por un agente de la policía en Alerta y conducido a la oficina local del INRENA. Mientras García estaba en la oficina, Vivanco intentó robar el camión cargado de caoba. Con un juego de llaves extra, sacó el camión de la propiedad. El policía lo siguió en su vehículo.
Según el relato de un testigo tomado por la Oficina de Derechos Humanos de la Defensoría Parroquial de Iberia, Maque ingresó a la oficina del INRENA y disparó contra García 10 veces. Ocho de las balas dieron en el blanco. Murió instantáneamente delante de dos testigos. Maque huyó del lugar y supuestamente cruzó la frontera hacia Perú. No se le volvió a ver desde entonces y el resto de implicados no le fueron imputados por ningún delito. El camión que transportaba caoba ilegal fue finalmente recapturado y la madera confiscada por el INRENA.